# 竹島聡之介
竹島 聡之介（たけしま そうのすけ、1月8日 - ）は、日本の男性声優。大分県出身。

## 人物
趣味として野球、ゲーム、麻雀をそれぞれ挙げている。
声優になろうと思ったきっかけの作品は『生徒会の一存』。

## 出演

### テレビアニメ
- ガヴリールドロップアウト（2017年、客）
- 遊☆戯☆王VRAINS（2017年、田中）
- シュタインズ・ゲート ゼロ（2018年、学生、セミナー参加者A[注 1]、客、医師）

### ゲーム
2015年
- NORN9 LAST ERA ノルン＋ノネット ラストイーラ
- 帝国海軍恋慕情〜明治横須賀行進曲〜

2016年
- セブンナイツ（スニッパー）

2017年
- クランク・イン
- ナイツクロニクル（レンタ）

2018年
- 片恋いコントラスト -way of parting-

2020年
- マチガイブレイカー Re:Quest（ボスコ）

### CM
- ガンホー・オンライン・エンターテイメント「パズル&ドラゴンズ 高校生編」